# Pier Andrea Saccardo
Pier Andrea Saccardo, född den 23 april 1845 i Treviso, död den 12 februari 1920 i Padua, var en italiensk botanist. Han var far till Domenico Saccardo.
Saccardo blev 1869 professor i naturalhistoria vid tekniska högskolan i Padua, 1879 professor i botanik vid universitetet där och föreståndare för botaniska trädgården. Saccardo var en av sin tids främsta mykologer, och den största vetenskapliga betydelse hade hans mykologiska huvudarbete Sylloge fungorum omnium hucusque cognitorum (10 band, 1882–92), där över 30 000 svamparter beskrivs. Övriga svampverk är Mycologiae Venetae specimen (1873), Mycotheca Veneta (1874–79), Michelia, commentarium mycologicum (1–2, 1877–82) och Fungi italici autographiae delineati et colorati (1877–86, med 1 500 illustrerande bilder). Saccardo gav även ut några bryologiska verk, Bryotheca Tarvisina (1864) och Musei Tarvisini (1872). Han blev ledamot av Vetenskaps- och vitterhetssamhället i Göteborg 1897.
Auktorsnamnet Sacc. kan användas för Pier Andrea Saccardo i samband med ett vetenskapligt namn inom botaniken; se Wikipediaartiklar som länkar till auktorsnamnet., alternativt Auktorsnamnet Saccardo kan användas för Pier Andrea Saccardo i samband med ett vetenskapligt namn inom botaniken; se Wikipediaartiklar som länkar till auktorsnamnet.